# Bembidion engelhardti
Bembidion engelhardti is een keversoort uit de familie van de loopkevers (Carabidae). De wetenschappelijke naam van de soort is voor het eerst geldig gepubliceerd in 1910 door Hensen-Haarup.